# مسخ (رمان کوتاه)
مَسخ (به آلمانی: Die Verwandlung) رمان کوتاهی از فرانتس کافکا است که در پاییز ۱۹۱۲ به زبان آلمانی نوشته شد و در اکتبر ۱۹۱۵ در لایپزیگ به‌چاپ رسید. مسخ از مهمترین آثار ادبیات فانتزی قرن بیستم است که در دانشکده‌ها و آموزشگاه‌های ادبیات سراسر جهان غرب تدریس می‌شود.
داستان در مورد بازاریاب جوانی به نام گرگور سامسا است که یک روز صبح از خواب بیدار می‌شود و متوجه می‌شود که به یک مخلوق نفرت‌انگیز حشره‌مانند تبدیل شده‌است. دلیل مسخ سامسا در طول داستان بازگو نمی‌شود و خود کافکا نیز هیچگاه در مورد آن توضیحی نداد. لحن روشن و دقیق و رسمی نویسنده در این کتاب تضادی حیرت‌انگیز با موضوع کابوس‌وار داستان دارد. داستان غم‌انگیز «گرگور سامسا» حاکی از بیگانگی با هنجارها است. گویی او خود می‌خواهد که بین تابعیت محض از اجتماع و مسخ شدن، مسخ شدن را برگزیند. در نتیجه می‌توان گفت که مسخ شدن گرگور نوعی فرار از واقعیت حاکم است.
ولادیمیر ناباکوف در مورد این داستان گفته‌است: «اگر کسی مسخ کافکا را چیزی بیش از یک خیال‌پردازی حشره‌شناسانه بداند، به او تبریک می‌گویم؛ چون به صف خوانندگان خوب و بزرگ پیوسته‌است.» مترجم فرانسه مسخ معتقد است که گرگور سامسا در واقع کنایه‌ای از خود شخصیت نویسنده (کافکا) است.
در این رمان نویسنده به طور هنرمندانه‌ای با رعایت فاصله زمانی آشکار شدن مسخ بر خانواده شخصیت اصلی داستان، این واقعیت را بیان می‌کند که مسخ علت بی‌فایده و طرد شدن او نیست؛ بلکه او در پی انجام ندادن وظایفی که بر او متحمل شده بود، طرد می‌شود و این طرد شدن به شکل استعاری با مسخ توجیه می‌شود. به بیان دیگر، می‌توان گفت گرگور که دیگر وظایف گذشته‌اش را انجام نمی‌دهد، برای خانواده مانند یک سوسک بی‌مصرف است. این تعبیر خانواده، هرچند در ابتدا گرگور را دلسرد نکرد اما در ادامه داستان او خود تصمیم به طرد شدن گرفت و به گونه‌ای با اعتصاب غذا به زندگی خود پایان داد.

## به فارسی
نخستین بار صادق هدایت این کتاب را از روی ترجمهٔ فرانسویش در سالِ ۱۳۲۹ به فارسی درآورد. بعدها داستان از اصلِ آلمانی هم به فارسی ترجمه شد، مثلاً به قلمِ علی‌اصغر حداد.